# Бонефро
Бонефро (итал. Bonefro) —  коммуна в Италии, располагается в регионе Молизе, в провинции Кампобассо.
Население составляет 1873 человека (2008 г.), плотность населения составляет 60 чел./км². Занимает площадь 31 км². Почтовый индекс — 86041. Телефонный код — 0874.
Покровителем коммуны почитается святитель Николай Мирликийский, празднование 9 мая.

## Демография
Динамика населения:

## Галерея

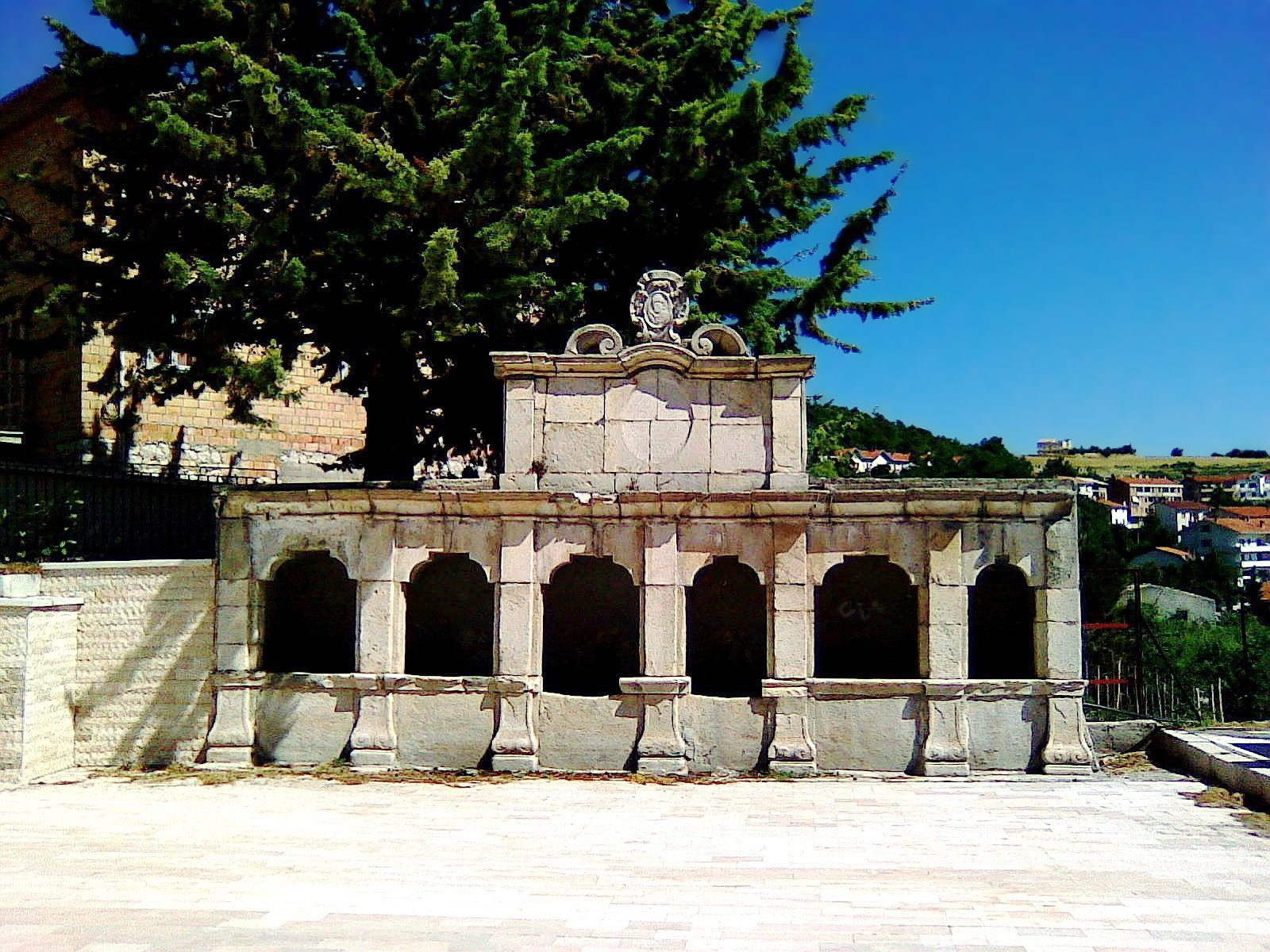
Природный источник
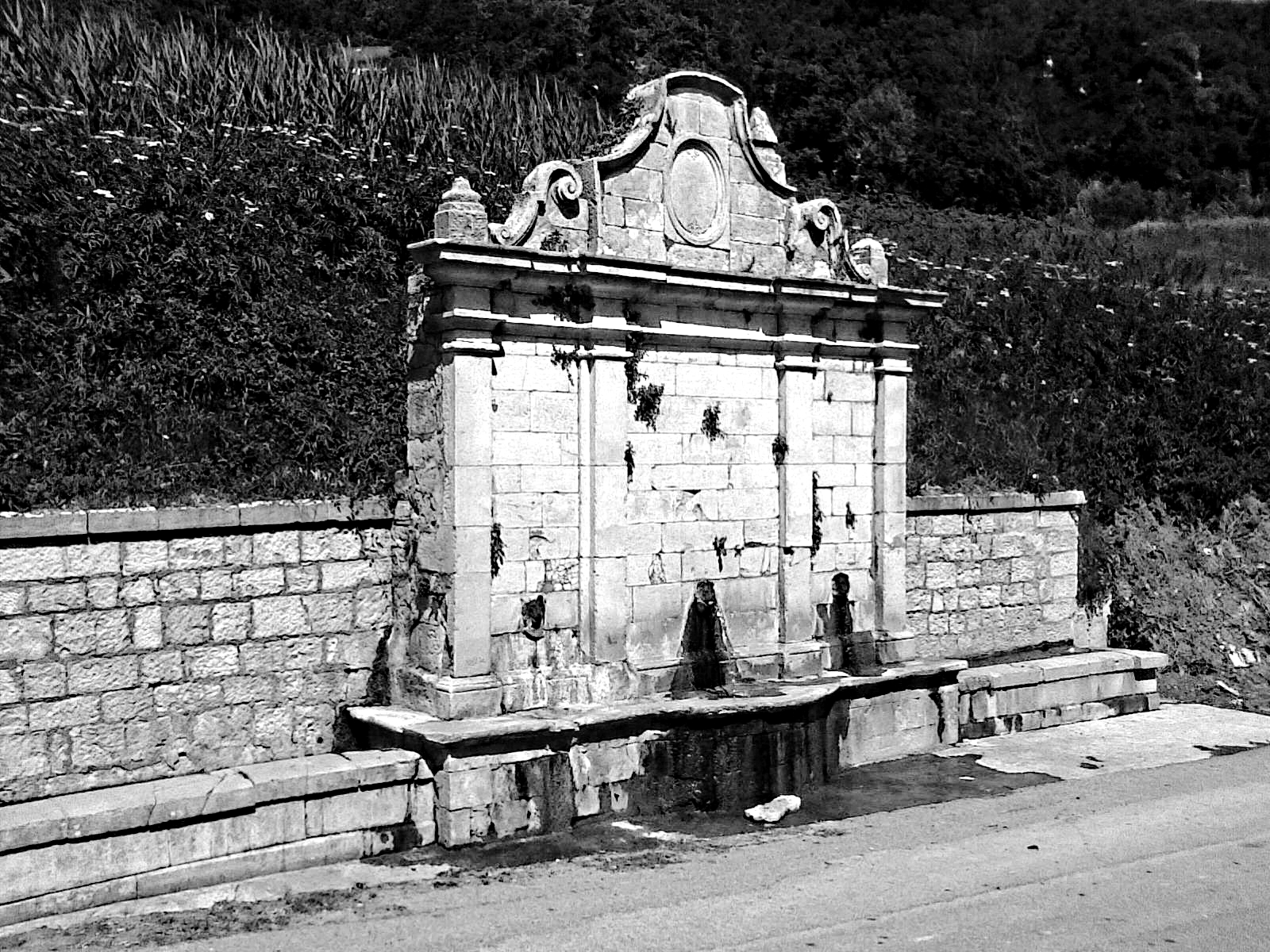
Источник слепых
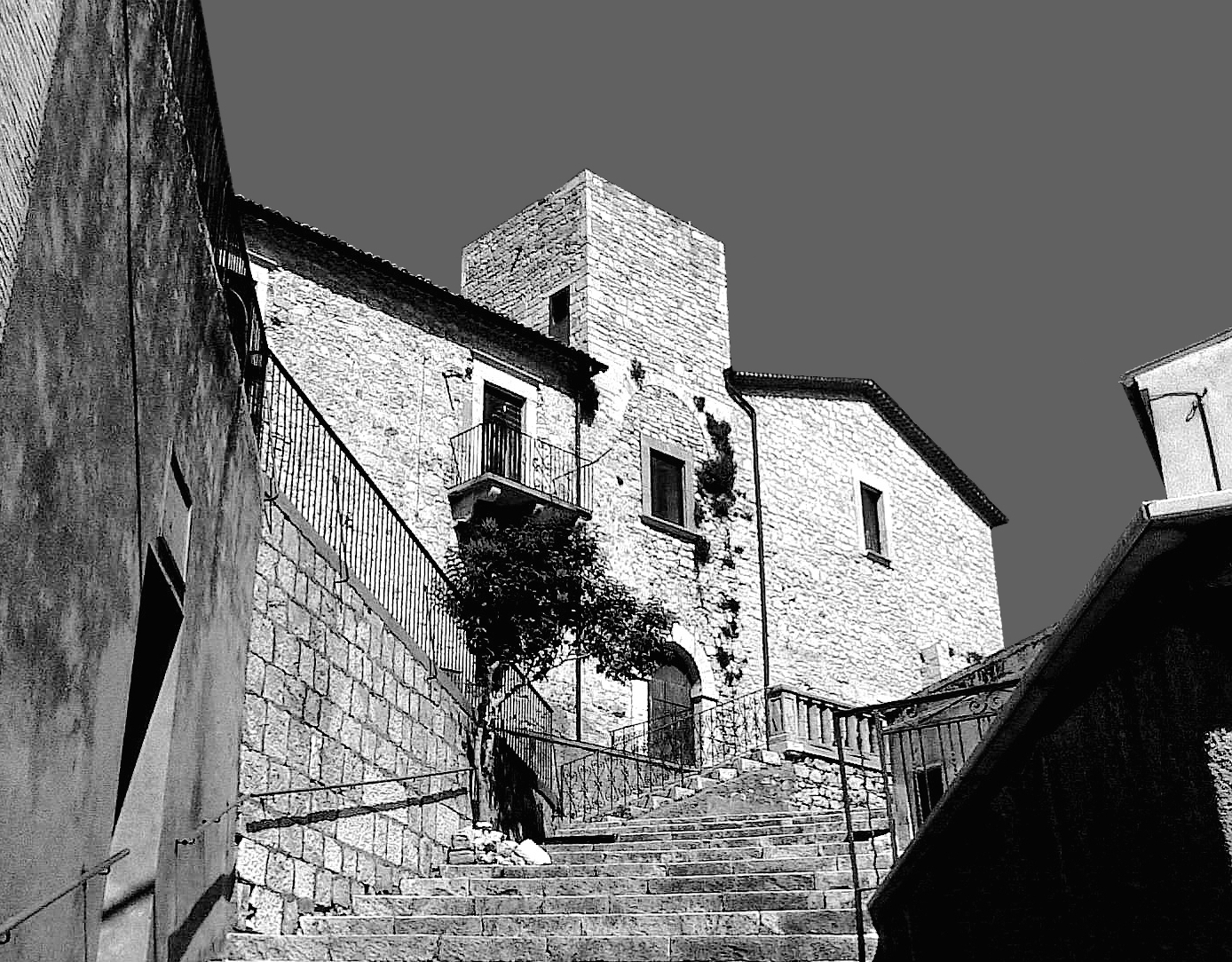
Монастырь Пресвятой Богородицы (Santa Maria delle Grazie)

## Администрация коммуны
- Официальный сайт: https://web.archive.org/web/20060624024916/http://www.comune.bonefro.cb.it/